# Початковий та термінальний об'єкти
Початковий об'єкт (відштовхуючий об'єкт, універсальний об'єкт) — в теорії категорій, це такий об'єкт I категорії C, що для кожного об'єкта X в C, існує єдиний морфізм I → X.
Термінальний об'єкт (притягуючий об'єкт, фінальний об'єкт) — в теорії категорій, це такий об'єкт T категорії C, що для кожного об'єкта X в C, існує єдиний морфізм X → T.
Якщо об'єкт є одночасно і початковим і термінальним, то він називається нульовим об'єктом.

## Властивості
- Якщо в категорії існує початковий та/або термінальний об'єкт, то вони визначені однозначно.
- Термінальні об'єкти є границями порожньої діаграми ∅ → C, тобто порожніми добутками. Початкові об'єкти є кограницями і порожніми кодобутками. З нього слідує, що функтор, який зберігає границі/кограниці, також зберігає термінальні/початкові об'єкти відповідно.

## Приклади
- В категорії множин Set: початковим об'єктом є порожня множина, термінальним об'єктом є всі синґлетони, а нульового об'єкта не має.
- В категорії множин з відношеннями Rel нульовим об'єктом є порожня множина.
- В категорії множин з відміченою точкою нульовим об'єктом є синґлетон.
- В категорії груп Grp, категорії абелевих груп Ab, категорії модулів над кільцем та категорії векторних просторів існує нульовий об'єкт.